# ロンドンの鼻

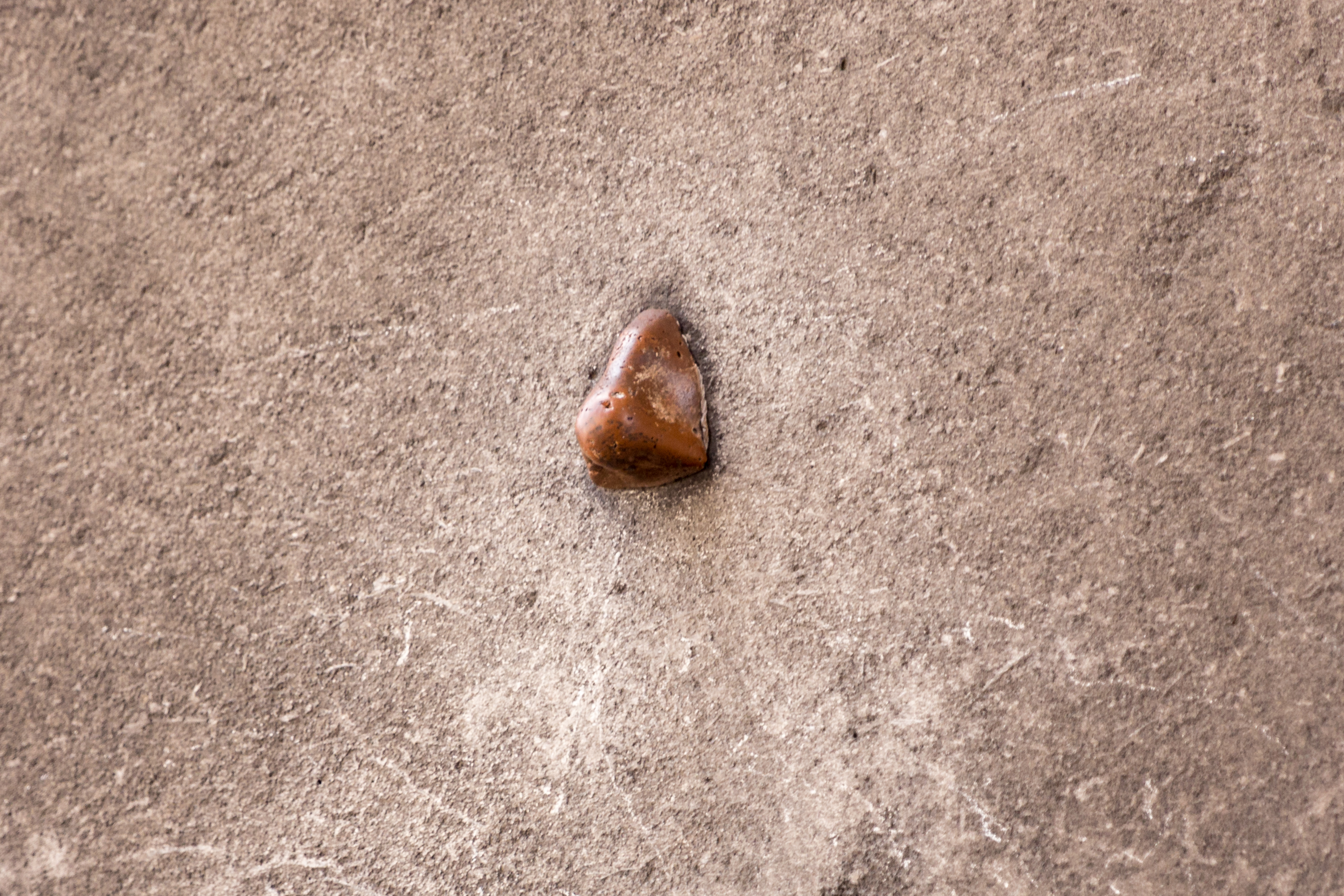
アドミラルティ・アーチの「鼻」。アーチの内壁につけられたこの鼻は2メートルほどの高さがあるが、馬にまたがった者であれば容易に触れることができる

ロンドンの鼻（ロンドンのはな、London Noses）あるいはソーホーの7つの鼻（ソーホーの7つのはな、Seven Noses of Soho）はロンドン市内の複数の建物に発見されたインスタレーションである。焼石膏で複製した作者の鼻がまるで不条理かつ思いがけない形で飛び出てきたかのように壁にとりつけられている。この鼻は1997年に芸術家のリック・バークレイが製作したもので、はじめはナショナル・ギャラリーやテート・ブリテンなどの建物に35個の鼻がとりつけられていたが、2011年に確認できたのはおよそ10個ほどだった。
賛否が分かれるなかロンドンのいたるところに監視カメラを設置することが決まったことに憤りを覚えた作者が、前衛芸術家集団シチュアシオニストに着想を得て、監視カメラの鼻先に取り付けていったのがこの「ロンドンの鼻」である。バークレイのシチュアシオニスト的なイタズラは公にされることがなかったため、この鼻の出現を説明する都市伝説が広まった。例えば、アドミラルティ・アーチの内壁にある鼻はナポレオンをあざけるためのもので、そばにあるホース・ガーズ・パレードの騎兵はアーチを通るときにこの鼻をつまんでいく、というものである。あるいは「ソーホーの7つの鼻」をすべて見つけたものはたいへんな幸運にめぐまれる、というものもあった。